# Soția perfectă (serial)

Soția Perfectă (engleză: The Good Wife) este sunt serial tv de dramă juridică americană care a avut premiera la CBS pe 22 septembrie 2009. Serialul a fost creat de Robert King și Michelle King. Actorii principali sunt, Julianna Margulies, Christine Baranski, Archie Panjabi, Matt Chuchry și Josh Charles iar Chris Noth este actor episodic. 
Producătorii executivi sunt Robert și Michelle King, Ridley și Tony Scott, Charles McDougall și David W. Zucker.

## Acțiunea
Povestea se conturează în jurul personajului Alicia Florrick (Julianna Margulies), al cărui soț Peter Florrick (Chris Noth), procuror general al statului Chicago, a fost încarcerat în urma unui scandal de natură frauduloasă. Alicia se întoarce la vechea ei slujbă de avocat în urma unei pauze de 13 ani în care s-a dedicat familiei. Serialul a fost într-o oarecare măsură inspirat de scandalul Eliot Spitzer, precum și de alte scandaluri de natură politico-sexuală, extrem de proeminente în America ( de exemplu, John Edwards și Bill Clinton). 

## Echipa de producție
Serialul a fost creat de Robert King și Michelle King care sunt în prezent și producători executivi. Echipa a mai produs un serial care s-a axat pe o temă de natură juridică, numit In Justice, lansat la mijlocul anului 2006, dar care nu s-a bucurat de succes.  Compania Scott Free Productions deținută de frații Ridley și Tony Scott, a ajutat la finanțarea serialului Soția Perfectă. Charles McDougall, la rândul lui producător executiv, a regizat episodul pilot.  
Toți cei șapte producători executivi ai seriei s-au reunit în momentul în care CBS a cerut reînoirea seriei. McDougall a părăsit echipa după ce a produs și regizat cel de-al doilea episod.

## Opinia critică
Primul sezon al serialului a fost apreciat de către audiență, având parte de recenzii favorabile. Pe Metacritic a înregistrat un punctaj de 76 din 100 pe baza părerilor a 26 de critici, mulți dintre ei apreciind profesionalismul actorilor. Chicago Tribune a afirmat următoarele: „una din cele mai bune părți ale serialului este relația complicată a Aliciei cu soțul ei, care și-a umilit familia în urma unui scandal sexual, și care este în același timp o figură importantă pe scena politică”. Al doilea sezon al serialului a fost în general mai bine primit decât primul, având 89 de puncte din 100 pe Metacritic. 

## Rating
| Sezon | Episoade | Ora de difuzare | Difuzare originală | Difuzare originală | Difuzare originală | Rating    |
| Sezon | Episoade | Ora de difuzare | Premieră           | Episod final       | Sezon              | Rating    |
| ----- | -------- | --------------- | ------------------ | ------------------ | ------------------ | --------- |
| 1     | 23       | Marți 22:00     | 22 septembrie 2009 | 25 mai 2010        | 2009–2010          | #18       |
| 2     | 23       | Marți 22:00     | 28 septembrie 2010 | 17 mai 2011        | 2010–2011          | #16       |
| 3     | 22       | Duminică 21:00  | 25 septembrie 2011 | 29 aprilie 2012    | 2011–2012          | #26       |
| 4     | 22       | Duminică 21:00  | 30 septembrie 2012 | 28 aprilie 2013    | 2012–2013          | #27       |
| 5     | 22       | Duminică 21:00  | Toamna 2013        | 2014               | 2013-2014          | Neanunțat |